# X-Speed United
X-Speed United er et cykelhold fra Canada, som fra 2019 har kørt som et UCI kontinentalhold. Da holdet blev etableret i 2019 var det på en licens fra Hongkong, inden man fra 2020-sæsonen skiftede til canadisk licens.
Den 23. oktober 2023 døde holdets rytter Mark Groeneveld af et hjertestop i Hongkong, få timer efter at han havde deltaget i UCI-løbet Sun Hung Kai Properties Hong Kong Cyclothon.